# Pi2 Ursae Minoris
Pour les articles homonymes, voir Pi Ursae Minoris.
Désignations
Pi2 Ursae Minoris (π2 Ursae Minoris / π2 UMi) est une étoile binaire de la constellation circumpolaire de la Petite Ourse d'une magnitude apparente combinée de +6,95, ce qui fait qu'elle n'est pas visible à l’œil nu. Le système est distant d'environ ∼ 390 a.l. (∼ 120 pc) du Soleil, et il se rapproche du système solaire avec une vitesse radiale de −32,1 km/s.
Les deux étoiles sont distantes en moyenne de 0,464 seconde d'arc dans le ciel, et elles effectuent une orbite l'une autour de l'autre avec une période d'environ 170 ans. L'étoile primaire, désignée π2 Ursae Minoris A, est une étoile jaune-blanc de la séquence principale de type spectral F1V et de magnitude apparente 7,32. L'étoile secondaire, désignée π2 Ursae Minoris B, est une naine jaune de type G0 et de magnitude apparente 8,15.